# Heliophanus dampfi
Heliophanus dampfi este o specie de păianjeni din genul Heliophanus, familia Salticidae, descrisă de Schenkel în anul 1923. Conform Catalogue of Life specia Heliophanus dampfi nu are subspecii cunoscute.